# Ковальчук Олександр Володимирович (солдат)
Олекса́ндр Володи́мирович Ковальчу́к (21 березня 1984, с. Лопатичі, Олевський район, Житомирська область, Українська РСР — 22 травня 2014, поблизу м. Рубіжне, Луганська область, Україна) — український військовослужбовець, солдат Збройних сил України. Учасник російсько-української війни.

## Життєпис
Олександр Ковальчук народився в селі Лопатичі на Житомирщині. Батьки все життя працювали у місцевому колгоспі. В першій клас пішов у Полтаві, починаючи з другого класу навчався у рідному селі в Лопатицькій школі. Закінчив Житомирське професійно-технічне училище, де здобув професію муляра-штукатура. Пройшов строкову службу, влаштувався на роботу.
26 березня 2014 року призваний за частковою мобілізацією.
Солдат, кулеметник механізованого батальйону 30-ї окремої механізованої бригади, в/ч А0409, м. Новоград-Волинський.
Завданням 30-ї ОМБр було посилення блокпостів на дорогах Луганської області. А згодом зі штабу надійшов наказ відрядити колону до Рубіжного, аби облаштувати там ще два блокпости.
22 травня 2014 року близько 4:40 ранку в районі мосту через Сіверський Донець між Рубіжним та Новодружеськом потрапила у засідку та була обстріляна з гранатометів і стрілецької зброї військова колона 30-ї бригади. В бою загинув товариш і земляк Олександра Ковальчука сержант Сергій Ярошенко, був поранений старший лейтенант Ярослав Миронов.
Того ж дня близько 19:00 озброєними терористами був обстріляний блокпост в 2 км від міста Рубіжне. Кулеметник Олександр Ковальчук, ведучи вогонь по бойовиках, дав можливість своїм побратимам зайняти бойові позиції на блокпосту і відбити атаку. В бою солдат Ковальчук загинув.
Похований на кладовищі села Лопатичі. Залишилися мати Ганна Іванівна та молодша сестра Тетяна.

## Нагороди та вшанування
20 червня 2014 року — за особисту мужність і героїзм, виявлені у захисті державного суверенітету та територіальної цілісності України, вірність військовій присязі та незламність духу, відзначений — нагороджений орденом «За мужність» III ступеня (посмертно).
1 вересня 2014 року в Лопатицькій ЗОШ І-ІІІ ст. відкрито меморіальну дошку на честь Олександра Ковальчука.